# Constantine Phipps, 1. Marquess of Normanby

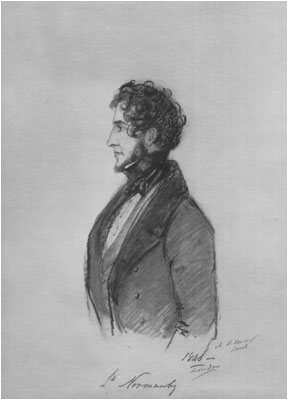
Constantine Phipps, 1. Marquess of Normanby

Constantine Henry Phipps, 1. Marquess of Normanby KG GCB PC (* 15. Mai 1797; † 28. Juli 1863 in London) war ein britischer Politiker der Tories sowie zuletzt der Conservative Party, der zehn Jahre lang Mitglied des House of Commons sowie zwischen 1832 und 1834 Gouverneur der Kolonie Jamaika war.
Nach dem Tod seines Vaters wurde er 1831 als 2. Earl of Mulgrave Mitglied des House of Lords. Ferner fungierte er 1834 als Lordsiegelbewahrer, von 1835 bis 1839 als Lord Lieutenant of Ireland, 1839 kurzzeitig als Minister für Krieg und Kolonien sowie zwischen 1839 und 1841 als Innenminister. 1838 wurde er des Weiteren zum Marquess of Normanby erhoben.

## Leben

### Familiäre Herkunft und Unterhausabgeordneter
Phipps war das zweite von fünf Kindern und der älteste Sohn des Generals Henry Phipps und dessen Ehefrau Martha Sophia Maling. Sein Vater war unter anderem Außenminister und Erster Lord der Admiralität war und wurde 1794 als 1. Baron Mulgrave in den erblichen Adelsstand erhoben und damit Mitglied des House of Lords. 1812 wurde sein Vater darüber hinaus zum 1. Earl of Mulgrave erhoben. Sein Großvater war Constantine Phipps, 1. Baron Mulgrave of New Ross. Er selbst absolvierte nach dem Besuch der renommierten Harrow School ein Studium am Trinity College der University of Cambridge.
Am 22. Juni 1818 wurde der erst 21-jährige Phipps als Kandidat der konservativen Tories erstmals zum Mitglied des House of Commons gewählt und vertrat dort zunächst bis zum 30. Mai 1830 den Wahlkreis Scarborough. Er wurde am 11. Februar 1822 erneut zum Abgeordneten in das Unterhaus gewählt und vertrat in diesem nunmehr bis zum 20. Juni 1826 den Wahlkreis Higham Ferrers sowie anschließend zwischen dem 9. Juni 1826 und dem 3. August 1830 den Wahlkreis Malton.

### Oberhausmitglied, Gouverneur von Jamaika und Lordsiegelbewahrer
Nach dem Tod seines Vaters am 7. April 1831 erbte er den Titel als 2. Viscount Normanby, of Normanby in the County of York sowie die nachgeordneten Titel als 2. Earl of Mulgrave, in the County of York, 2. Baron Mulgrave, of Mulgrave in the County of York, 4. Baron Mulgrave of New Ross, in the County of York. Mit dem Erbe der Titel war zugleich die Mitgliedschaft im House of Lords verbunden, dem er bis zu seinem Tod angehörte.
1832 wurde Phipps Nachfolger von Somerset Lowry-Corry, 2. Earl Belmore als Gouverneur von Jamaika und bekleidete dieses Amt zwei Jahre lang bis zu seiner Ablösung durch Howe Browne, 2. Marquess of Sligo 1834. Zwischenzeitlich wurde das Amt von kommissarischen Gouverneuren wahrgenommen. 1832 wurde ihm das Großkreuz des Guelphen-Ordens verliehen und er zudem auch Mitglied des Privy Council.
Am 16. Juli 1834 wurde er von Premierminister William Lamb, 2. Viscount Melbourne zum Lordsiegelbewahrer (Lord Privy Seal) in dessen erste Regierung berufen und übte dieses Amt bis zum Ende von Melbournes Amtszeit am 17. November 1834.

### Lord-Lieutenant von Irland, Kriegs- und Kolonialminister sowie Innenminister
Phipps wurde danach am 29. April 1835 als Nachfolger von Thomas Hamilton, 9. Earl of Haddington Lord-Lieutenant von Irland und verblieb auf diesem Posten bis zu seiner Ablösung durch Hugh Fortescue, Baron Fortescue am 13. März 1839. Während dieser Zeit wurde er durch ein Letters Patent vom 25. Juni 1838 auch zum 1. Marquess of Normanby, in the County of York erhoben.
Nach Beendigung seiner Tätigkeit in Irland wurde er im Februar 1839 von Premierminister Melbourne als Nachfolger von Charles Grant, 1. Baron Glenelg zunächst zum Minister für Krieg und Kolonien (Secretary of State for War and Colonies) ernannt. Anschließend übernahm er im Rahmen einer Regierungsumbildung am 30. August 1839 von John Russell das Amt des Innenministers (Home Secretary), während Russell von ihm wiederum das Amt des Ministers für Krieg und Kolonien übernahm.

### Botschafter in Frankreich und Gesandter in der Toskana
Am 12. August 1846 wurde Phipps Botschafter in Frankreich und damit Nachfolger von Henry Wellesley, 1. Baron Cowley. Für seine langjährigen Verdienste wurde er 1847 zum Knight Grand Cross des Order of the Bath und ferner 1851 zum Knight Companion des Hosenbandordens erhoben. Das Amt des Botschafters in Frankreich bekleidete er bis 1852 und wurde dann wieder von Henry Wellesley, 1. Baron Cowley abgelöst.
Zuletzt übernahm er 1854 von Henry Bulwer das Amt des Gesandten in der Toskana und verblieb auf diesem Posten, bis er 1858 von Henry George Howard abgelöst wurde.
Aus seiner am 12. August 1818 geschlossenen Ehe mit Maria Liddell, einer Tochter von Thomas Henry Liddell, 1. Baron Ravensworth ging sein einziger Sohn George Phipps hervor, der als Gouverneur von Neuseeland, Queensland, Nova Scotia und Victoria war und nach seinem Tod 1863 den Titel als 2. Marquess of Normanby sowie die nachgeordneten Titel erbte.